# Anabaptism
Anabaptiștii (din greacă, ανα (din nou) + βαπτιζω (a boteza), așadar, "rebotezători", în germană Täufer sau Wiedertäufer) au fost creștinii Reformei radicale. Termenul a fost introdus de criticii lor, care obiectau împotriva practicii rebotezării adulților care mai fuseseră botezați în copilărie. Pe de altă parte, anabaptiștii credeau că botezul copiilor nu este valid. Diferite grupări în diferite timpuri au fost numite anabaptiști, dar acest articol se concentrează în primul rând pe anabaptiștii din Europa secolului al XVI-lea.
Una dintre ramurile anabaptismului european a fost sabatarianismul, ai cărui apostoli au fost Oswald Glait († 1546, Germania) și Andreas Fischer (c. 1480-1540, Cehia), care au murit ca martiri, condamnați ca „inovatori”.
Sabatarianismul lor a trezit prejudecăți puternice și în cadrul frăției protestante.
Diverși reformatori și teologi protestanți, au scris împotriva doctrinei sabatului, în timp ce Glait, Fischer și alții au scris în apărarea sabatului.